# 悲しみのシミかな
「悲しみのシミかな」（かなしみのシミかな）は、キャプテンストライダムの楽曲。2006年1月25日にソニー・ミュージックアソシエイテッドレコーズ及び風待レコードよりメジャー4thシングル（通算5作目）として発売された。

## 解説
前作『キミトベ』より約3ヶ月ぶりのリリースで、アルバム『108DREAMS』の先行シングルとなった。
キャプテンストライダムのシングル曲では初めて永友聖也が作詞を担当していない作品である。
表題曲に加え、メガミックス音源が収録されている。

## 収録曲
| #         | タイトル                      | 作詞       | 作曲      | 編曲                            | 時間  |
| --------- | ----------------------------- | ---------- | --------- | ------------------------------- | ----- |
| 1.        | 「悲しみのシミかな」          | 久保田洋司 | 永友聖也  | キャプテンストライダム 大平太一 | 4:40  |
| 2.        | 「A MEDLEY OF CTSR MEGA MIX」 |            |           | ピストン西沢（リミキサー）      | 11:48 |
| 合計時間: | 合計時間:                     | 合計時間:  | 合計時間: | 合計時間:                       | 16:28 |

## 曲の解説
1. 悲しみのシミかな
日本テレビ系『クイズ発見バラエティー イッテQ!』エンディングテーマ。
当初はリハーサルスタジオでの新曲セッションで没とされていたが、メンバーが演奏して気に入ったことによりシングルとなった[2]。歌詞は久保田洋司によって書き直されており、永友は「哀しい時ほど空が青く見えるもので、それが悲しかったり元気づけられたりというような情景を表現したい。」というイメージのみを久保田に伝えた[2]。
2. A MEDLEY OF CTSR MEGA MIX
これまで発表した楽曲をメドレー形式でリミックス。アルバム『108DREAMS』から「サイボーグ」「メトロのメロス」の2曲が先行収録された。アルバム未収録。

## 収録アルバム
悲しみのシミかな
- 108DREAMS
- ベストロリー

## ライブ映像作品
悲しみのシミかな
- BAN BAN BAN（特典DVD）
- LIVE IN SHIBUKO "BIG BAN BUZZ"